# Мелькумов, Сергей Георгиевич
Серге́й Гео́ргиевич Мельку́мов (род. 11 ноября 1962, Махачкала) — российский кинопродюсер, генеральный продюсер и основатель кинокомпании «Нон-Стоп Продакшн», преподаватель кафедры продюсерства в СПбГУКиТ, член Гильдии продюсеров России.

## Биография
Родился 11 ноября 1962 года в Махачкале. В 1983 году окончил Высшую техническую школу в городе Баку. В 1990 году переехал в Москву. В 1992 году начал работать на киностудии «Слово» («Мосфильм»), занимался прокатом фильмов, позже возглавил коммерческую службу. С 1995 года был соучредителем и генеральным директором продюсерской компании «Слово» совместно с В. Глуховым и Е. Яцурой. В 2005 году основал кинокомпанию «Нон-стоп продакшн», которая является одним из лидеров отечественного кинопроизводства и входит в 10 компаний-мейджеров российского рынка.
Мелькумов является одним из наиболее успешных продюсеров российского кинематографа, на его счету несколько десятков полнометражных фильмов и сериалов, среди которых: «Любить по-русски 2», «В движении», «9 рота», «Свои», «Убойная сила», «Обитаемый остров», «Елена», «Сталинград» и.т.д.
Фильмы продюсера Сергея Мелькумова были отмечены различными призами на международных фестивалях в Каннах, Бельгии, Южной Африке, Берлине, Венеции, Монреале и других.

## Фильмография

### Продюсер и сопродюсер
- 2023 — «Мёрзлая земля»
- 2021 — «Чернобыль» (реж. Данила Козловский)
- 2020 — «Яга. Кошмар темного леса» (совместно с компанией QS Films) (реж. Святослав Подгаевский)
- 2020 — «(Не)идеальный мужчина» (реж. Марюс Вайсберг)
- 2019 — «Дочь Рыбака» (реж. Исмаил Сафарали)
- 2019 — «Дылда» (реж. Кантемир Балагов)
- 2019 — «Девятая» (реж.Хомерики, Николай Феликсович)
- 2019 — «Доктор Рихтер» (сериал) (реж. Антон Борматов)
- 2019 — «Рая знает все!» (сериал) — (реж. Руслан Паушу, Анатолий Артамонов)
- 2018 — «Доктор Рихтер» (сериал) (реж. Максим Демченко)
- 2017 — «Демон революции» (реж. Владимир Хотиненко)
- 2017 — «Доктор Рихтер»(сериал) (реж. Илья Казанков, Андрей Прошкин)
- 2017 — «Нелюбовь» (реж. Андрей Звягинцев)
- 2016 — «Дуэлянт» (реж. Алексей Мизгирев)
- 2015 — «Следователь Тихонов» (реж. Сергей Снежкин)
- 2015 — «Код Дурова» (реж. Федор Бондарчук) (заморожен)
- 2015 — «Анталияград» (реж. Андрес Пуустусмаа)  (заморожен)
- 2014 — «Левиафан» (реж. Андрей Звягинцев)
- 2014 — «Чужая жизнь» (реж. Андрес Пуустусмаа)
- 2014 — «Бесы» (мини-сериал) (реж. Владимир Хотиненко)
- 2014 — «Авантюристы» (реж. Константин Буслов)
- 2013 — «Сталинград» (реж. Фёдор Бондарчук)
- 2013 — «Тайна перевала Дятлова» (реж. Ренни Харлин)
- 2012 — «Патруль» (сериал) (реж. Евгений Семенов)
- 2012 — «Наследница» (сериал) (реж. Андрей Либенсон)
- 2012 — «Белая гвардия» (сериал) (реж. Сергей Снежкин)
- 2011 — «Бесприданница» (ТВ) (реж. Андрес Пуустусмаа)
- 2011 — «Я тебя люблю» (реж. Павел Костомаров, Александр Расторгуев)
- 2011 — «Елена» (реж. Андрей Звягинцев)
- 2011 — «В субботу» (реж. Александр Миндадзе)
- 2010 — «Достоевский» (сериал) (реж. Владимир Хотиненко)
- 2010 — «Мелодия любви» (ТВ) (реж. Екатерина Двигубская)
- 2009 — «Человек у окна» (реж. Дмитрий Месхиев)
- 2009 — «Обитаемый остров: Схватка» (реж. Фёдор Бондарчук)
- 2008 — «Волшебник» (реж. Андрес Пуустусмаа)
- 2008 — «Тот, кто гасит свет» (реж. Андрей Либенсон)
- 2008 — «Обитаемый остров» (реж. Фёдор Бондарчук)
- 2008 — «Тюльпан» (реж. Сергей Дворцевой)
- 2007 — «Суженый-ряженый» (ТВ) (реж. Дмитрий Иосифов)
- 2007 — «Ленинград» (мини-сериал) (реж. Александр Буравский)
- 2007 — «18-14» (реж. Андрес Пуустусмаа)
- 2006 — «Парк советского периода» (реж. Юлий Гусман)
- 2005 — «Брежнев» (реж. Сергей Снежкин)
- 2005 — «9 рота» (реж. Фёдор Бондарчук)
- 2004 — «Чудная долина» (реж. Рано Кубаева)
- 2004 — «Диверсант» (мини-сериал) (реж. Андрей Малюков)
- 2004 — «Богиня: как я полюбила» (реж. Рената Литвинова)
- 2004 — «Свои» (реж. Дмитрий Месхиев)
- 2004 — «Детка» (реж. Мика Каурисмяки)
- 2002 — «Дневник камикадзе» (реж. Дмитрий Месхиев)
- 2002 — «Брак по расчету» (реж. Юрий Павлов)
- 2002 — «Кино про кино» (реж. Валерий Рубинчик)
- 2002 — «В движении» (реж. Филипп Янковский)
- 2002 — «Небо. Самолёт. Девушка» (реж. Вера Сторожева)
- 2002 — «Гололёд» (реж. Михаил Брашинский)
- 2002—2005 — «Убойная сила» (4-6 сезон) (телесериал)
- 2001 — «Апрель» (реж. Константин Мурзенко)
- 2001 — «Дикарка» (реж. Юрий Павлов)
- 1999 — «Любить по-русски 3» (реж. Евгений Матвеев)
- 1998 — «Женская собственность» (реж. Дмитрий Месхиев)
- 1998 — «Тесты для настоящих мужчин» (реж. Андрей Разенков)
- 1997 — «Американка» (реж. Дмитрий Месхиев)
- 1996 — «Любить по-русски 2» (реж. Евгений Матвеев)

### Актёр
- 2003 — «Убойная сила» (телесериал) — 5 сезон, серия «Лазурный берег. Фильм №1» эпизодическая роль.

## Награды и номинации
- 2004 — XXVI Московский кинофестиваль главный приз «Золотой святой Георгий» за лучший фильм («Свои»)[9]
- 2004 — премия Золотой овен за лучший фильм («Свои»)[10]
- 2005 — премия «Ника» за лучший игровой фильм («Свои»)
- 2005 — премия ТЭФИ за лучший телевизионный художественный фильм, мини-сериал («Брежнев»)
- 2006 — премия «Ника» лучший игровой фильм («9 рота»)
- 2006 — «Золотой овен» за лучший фильм («9 рота»)[11]
- 2006 — премия «Золотой орёл» за лучший фильм («9 рота»)
- 2006 — номинация на премию «Жорж» в категории Лучшее кино России и СНГ («9 рота»)
- 2007 — премия ТЭФИ за лучший телевизионный художественный фильм, мини-сериал «Ленинград»
- 2011 — премия «Золотой орёл» за лучший телефильм или мини-сериал («Достоевский»)
- 2012 — премия «Золотой орёл» за лучший фильм («Елена»)
- 2012 — номинация на премию «Жорж» в категории Лучшая российская драма («Елена»)
- 2013 — премия «Золотой орёл» за лучший телефильм или мини-сериал («Белая гвардия»)
- 2014 — номинация на премию «Золотой орёл» в категории Лучший игровой фильм («Сталинград»)
- 2014 — премия американского Международного общества создателей 3D и Компьютерного изображения в категории «Выдающиеся достижения в сфере художественного использования 3D-технологий» («Сталинград»)[12]